# 前133年
| 千纪： | 前1千纪 |
| 世纪： | 前3世纪 \| 前2世纪 \| 前1世纪                                                                                         |
| 年代： | 前160年代 \| 前150年代 \| 前140年代 \| 前130年代 \| 前120年代 \| 前110年代 \| 前100年代                               |
| 年份： | 前138年 \| 前137年 \| 前136年 \| 前135年 \| 前134年 \| 前133年 \| 前132年 \| 前131年 \| 前130年 \| 前129年 \| 前128年 |
| 纪年： | 西汉元光二年 |

## 大事记
- 馬邑之戰起，漢朝結束對匈奴的和親政策，拉開對匈作戰的帷幕。
- 阿塔羅斯三世死後無嗣，他立遺囑將帕加馬王國併入古羅馬。
- 提比略·格拉古當選羅馬共和國保民官，推動《塞姆普羅尼亞土地法》（拉丁語：Lex Sempronia Agraria），主要內容是將貴族們超過份額的多占土地分給窮苦平民，並在尋求競選連任的選舉日死於元老院的保守勢力支持者之手。

## 逝世
- 提比略·格拉古，羅馬共和國政治家，平民派領袖，常與其弟蓋約·格拉古合稱為格拉古兄弟。